# Bâgé-Dommartin
Pour les articles homonymes, voir Bagé et Dommartin.
Bâgé-Dommartin est une commune française située dans le département de l'Ain, en région Auvergne-Rhône-Alpes. Située à une dizaine de kilomètres de Mâcon, à une vingtaine de Bourg-en-Bresse et à environ 70 kilomètres de Lyon, Bâgé-Dommartin profite d'une situation géographique particulière qui lui permet de profiter de grands axes de communication et de se développer.
Commune nouvelle créée le 1er janvier 2018, elle est le résultat de la fusion entre Bâgé-la-Ville et Dommartin.

## Géographie

### Localisation
Bâgé-Dommartin est située en plein cœur de la Bresse, entre les villes de Bourg-en-Bresse et Mâcon.
La commune s'étend sur une surface de 5 687 ha, ce qui fait d'elle la quatrième commune la plus étendue de l'Ain après Haut Valromey, Plateau d'Hauteville et Valserhône.

### Points extrêmes
- Nord : Ferme des Canalons, 46° 22′ 12″ N, 4° 56′ 49″ E
- Est : La Fay, 46° 19′ 53″ N, 5° 02′ 07″ E
- Sud : Le Buchet, 46° 17′ 08″ N, 4° 55′ 43″ E
- Ouest : Les Lombardières, 46° 19′ 06″ N, 4° 54′ 20″ E

### Hydrographie

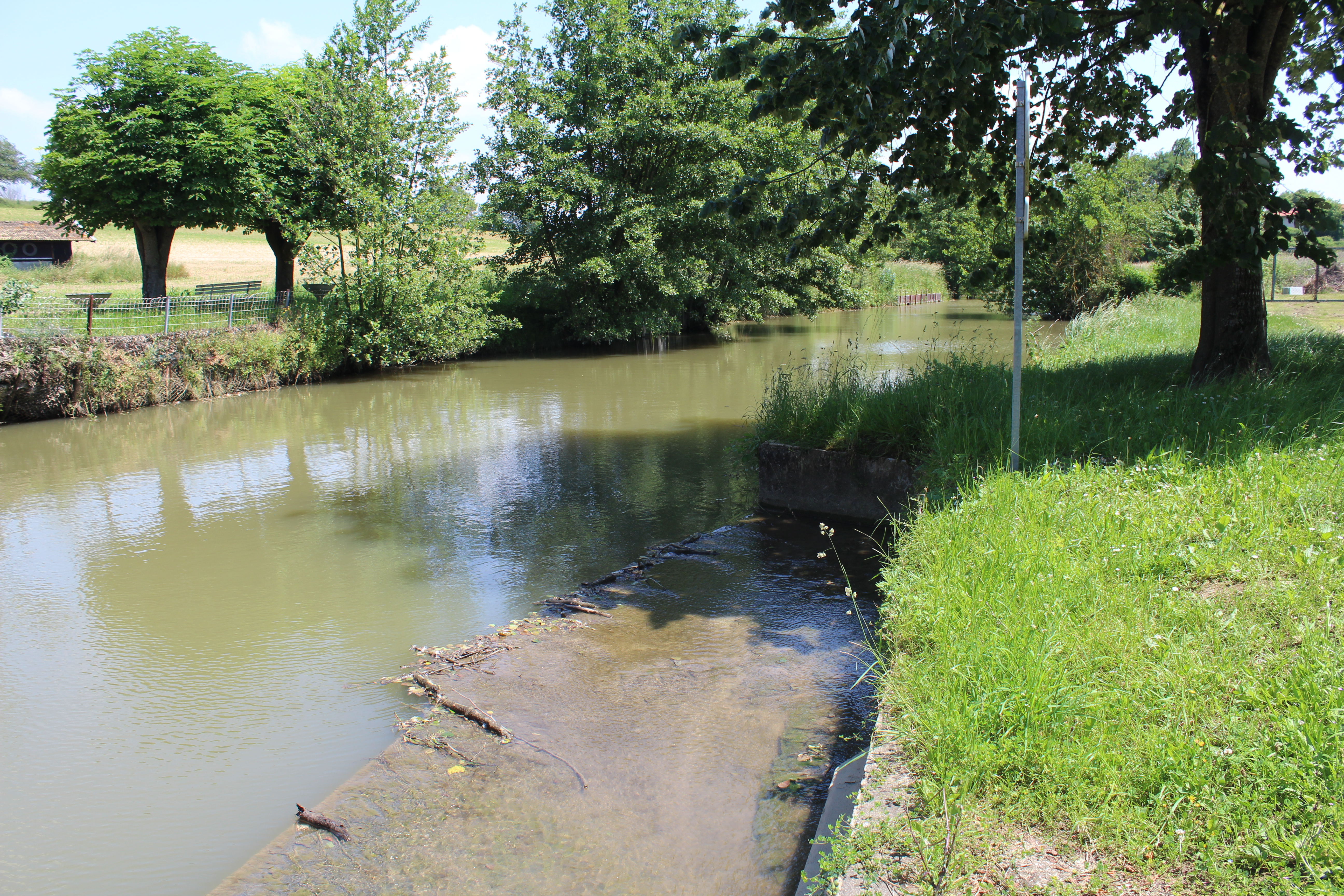
La Grande Loëze à la frontière avec Bâgé-le-Châtel.

Le réseau hydrographique de la commune est assez étoffé, notamment avec la Loëze. Appelé aussi Ruisseau de Manziat, ce cours d'eau prend sa source près de La Chanéaz, avant de se diriger dans le village de Dommartin. Par la suite, on revient dans le territoire communal puis continue son cours à Manziat et se jette dans la Saône à Feillens.
La Loëze n'est pas à confondre avec la Petite Loëze. Ce ruisseau prend sa source au sud-est de la commune et conflue avec le ruisseau de Montépin à la frontière avec Bâgé-le-Châtel. Ce dernier qui prend sa source à Saint-Cyr-sur-Menthon et qui finit son cours au confluent avec la Petite Loëze. Avec la rencontre des deux cours d'eau précédemment cités, on assiste à la naissance de la Grande Loëze. Elle forme une partie de sa frontière avec Bâgé-le-Châtel, Saint-André-de-Bâgé et Replonges.
Enfin, on trouve le Bief des Canes qui naît dans l'Étang des feuilles près d'Onjard, il finit son cours dans la Loëze près de Cour.
Le ruisseau de la Loëze, différent de la rivière précédemment citée prend sa source à Saint-Sulpice, puis traverse l'est de Dommartin. Au nord-est de la commune, il rencontre le bief de Neuville d'Orsin qui forme la frontière ouest de la commune qu'elle partage avec Boissey et Marsonnas. Après le confluent de ses deux biefs, le ruisseau devient le bief de la Pérouse.
Au sud du bourg de Dommartin, on trouve l'étang du Chanay qui existe depuis peu, il permet la pratique de la pêche.

### Climat
Pour des articles plus généraux, voir Climat d'Auvergne-Rhône-Alpes et Climat de l'Ain.
En 2010, le climat de la commune est de type climat océanique dégradé des plaines du Centre et du Nord, selon une étude du CNRS s'appuyant sur une série de données couvrant la période 1971-2000. En 2020, Météo-France publie une typologie des climats de la France métropolitaine dans laquelle la commune est exposée à un climat semi-continental et est dans la région climatique Bourgogne, vallée de la Saône, caractérisée par un bon ensoleillement (1 900 h/an), un été chaud (18,5 °C), un air sec au printemps et en été et des vents faibles.
Pour la période 1971-2000, la température annuelle moyenne est de 11,5 °C, avec une amplitude thermique annuelle de 17,9 °C. Le cumul annuel moyen de précipitations est de 900 mm, avec 10,4 jours de précipitations en janvier et 7,5 jours en juillet. Pour la période 1991-2020, la température moyenne annuelle observée sur la station météorologique de Météo-France la plus proche, « Mâcon », sur la commune de Charnay-lès-Mâcon à 12 km à vol d'oiseau, est de 12,3 °C et le cumul annuel moyen de précipitations est de 833,7 mm,. Pour l'avenir, les paramètres climatiques de la commune estimés pour 2050 selon différents scénarios d'émission de gaz à effet de serre sont consultables sur un site dédié publié par Météo-France en novembre 2022.

### Voies de communication et transports

Carte des axes de communication de la commune.

Bâgé-Dommartin profite de sa proximité avec Mâcon, Bourg-en-Bresse, voire Lyon, Dijon et Genève pour bénéficier d'un réseau de transport étoffé qui possède des voies d'importance locale, régionale et nationale.

#### Routes

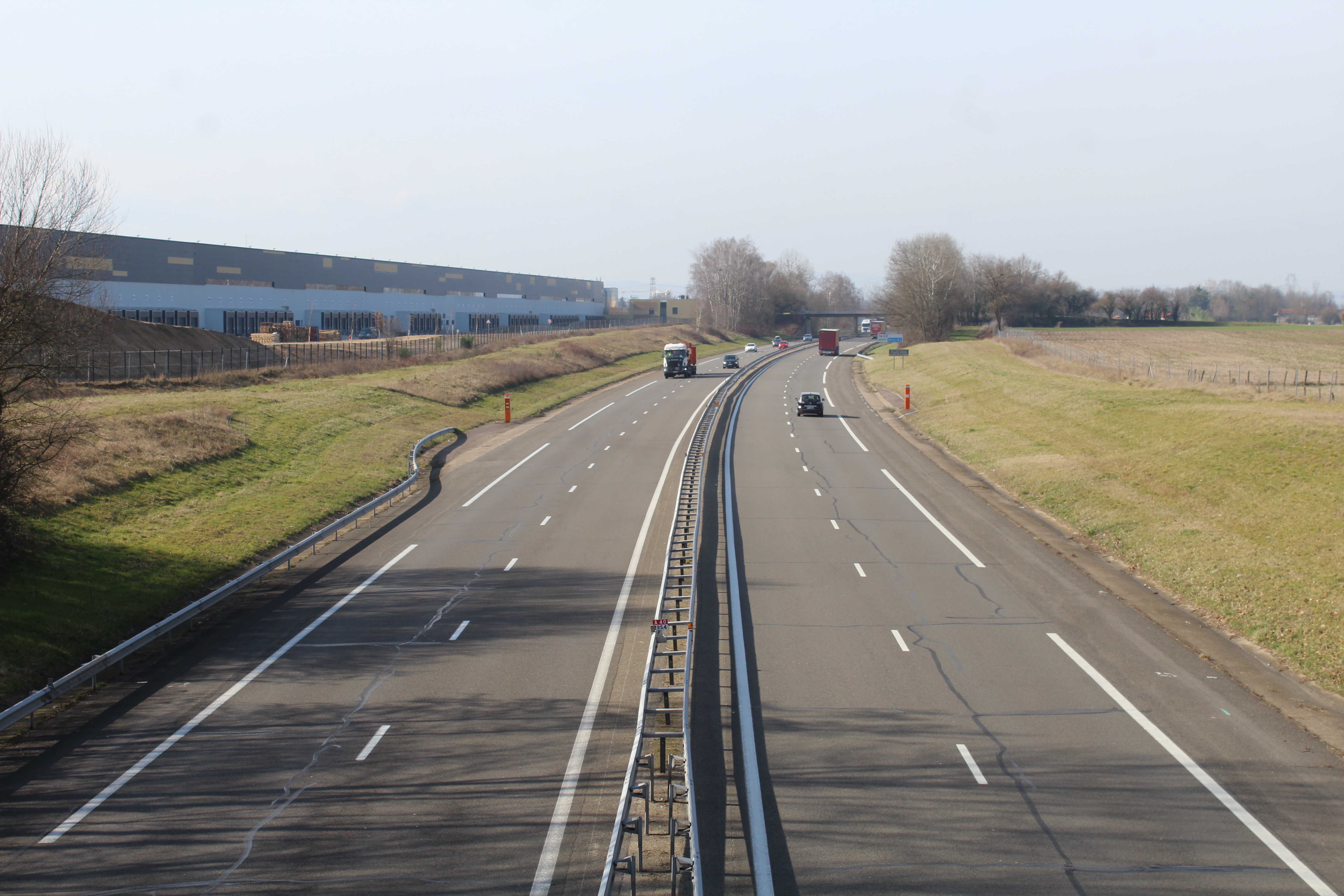
L'autoroute A40 près de la zone d'activités du Buchet.

De nombreuses routes départementales sillonnent le territoire. À commencer par la route départementale 28 qui traverse la partie sud de la commune villobâgésienne. Elle permet de rejoindre par l'est Montrevel-en-Bresse alors qu'en la prenant par l'ouest, on rejoint Bâgé-le-Châtel, Saint-André-de-Bâgé ou encore Pont-de-Veyle.
Autre axe important, la route départementale 58 commence à Bâgé-le-Châtel puis continue son chemin dans la partie ouest de la commune. Elle permet de rejoindre Onjard ainsi que les communes de Chevroux et Pont-de-Vaux. Une voie annexe lui est adjointe, celle-ci est la route D 58A. Passant dans le nord de la commune et rejoint Dommartin à Manziat, elle est séparée par la route D 58 au sud d'Onjard.
À l'ouest, la route départementale 68 passe à l'ouest du village et relie Bâgé-le-Châtel à Feillens en passant par les quartiers feillendits de Montagnat ou du Ternant. Sa voie annexe, la route D 68A traverse brièvement deux fois Bâgé et relie Bâgé-le-Châtel et Replonges et Mons, quartier de cette dernière.
La route départementale 80 est présente sur la commune en deux sections séparées par la D 28 et le quartier de Teppes de Biches. La partie nord permet de se diriger vers Dommartin et la partie sud relie la commune à Saint-Cyr-sur-Menthon.
Deux voies sont situées en totalité dans la commune et ne sont que des voies de liaison entre le bourg et les autres axes. Par exemple, la route départementale 127 relie la D 28 et la D 58 alors que la D 128 relie la D 28 à la D 127 sur la place du village.
La route départementale D47 passe uniquement par l'ancienne commune de Dommartin oùentre par le nord-ouest et sort par le sud ouest après avoir traversé le bourg. Elle relie Vonnas à la commune voisine de Chevroux, elle permet de rejoindre Saint-Genis-sur-Menthon par le sud.
Enfin, la route départementale D 1079 relie Mâcon et Bourg-en-Bresse et fait la frontière sud qu'elle partage avec Saint-Jean-sur-Veyle. Autrefois, cette voie faisait partie de la route nationale 79 mais a été déclassée en 2006 en voie départementale.
Bâgé-la-Ville est située à proximité de trois autoroutes dont une seule la traverse. Celle qui est située sur le territoire communal est l'autoroute A40. Axe reliant Mâcon à Genève, elle est une portion de la Route Centre-Europe Atlantique Bordeaux/Nantes - Annemasse et traverse une petite partie du sud de la commune. Pour accéder à cette voie, il faut aller à la gare de péage de Replonges, à 4 kilomètres au sud-ouest.
L'autoroute A6 est une voie passant à moins de 10 kilomètres de la commune et relie Paris à Lyon. Elle est accessible depuis l'A406 pour aller à Lyon et par l'A40 pour se rendre à Paris. Dernièrement, l'autoroute A406 est une autoroute reliant l'A40 et l'A6, elle permet aux usagers de gagner un quart d'heure pour aller à Mâcon Sud en évitant le centre. Afin d'accéder au contournement de Mâcon, il suffit de se rendre à la gare de péage de Crottet à 7 kilomètres au sud-ouest. Cette autoroute permet d'accéder à l'A6 en direction de Lyon.

#### Voies ferroviaires

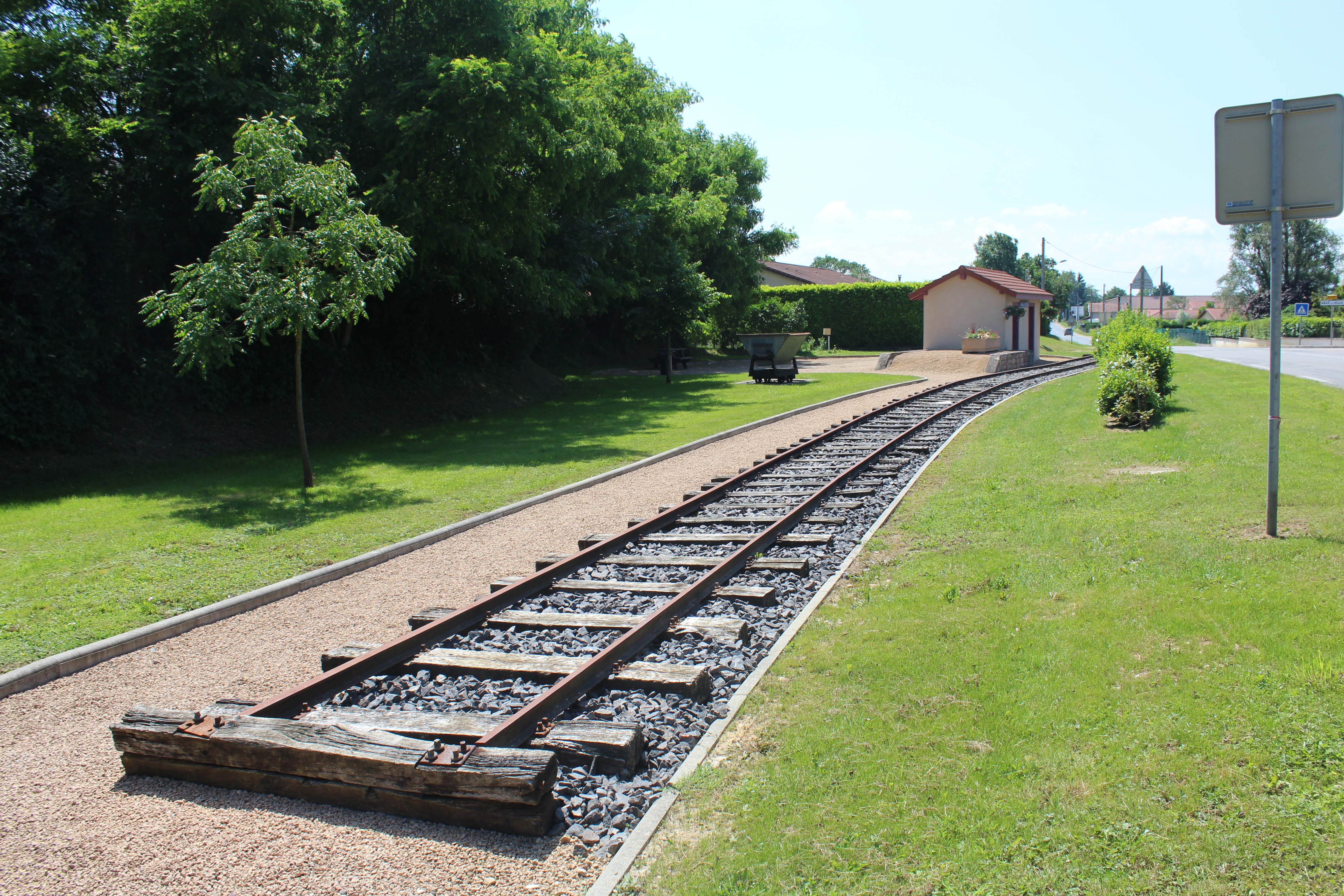
Ancienne voie ferrée près de l'ancienne gare.

Entre 1911 et 1913, la ligne de Bourg à Replonges, gérée par la Compagnie des Tramways de l'Ain et longue de 75 km, fut construite pour assurer des liaisons entre les préfectures de l'Ain et de Saône-et-Loire. Les trains s'arrêtaient à la gare du village, et faisaient une halte aux Teppes de Biches. De plus, il existait une halte au hameau de Coberthoud qui fut par la suite transformée en gare en 1924 aux frais de la commune de Dommartin. Victime du progrès, la ligne fermera en 1937.
Aujourd'hui, aucune voie ferrée ne traverse la commune mais quelques-unes sont situées à proximité. La ligne de Mâcon à Ambérieu, desservie par les TER de la région Rhône-Alpes, passe à quelques kilomètres au sud de la commune. Les trains grandes lignes et les TGV parcourant cette ligne ne marquent pas d'arrêt.
De l'autre côté de la Saône, la ligne traditionnelle Paris - Marseille via Dijon passe à Mâcon. La gare de Mâcon-Ville, à 10 km de Bâgé-la-Ville, est desservie par des TER Dijon - Mâcon - Lyon et quelques TGV reliant le nord-est de la France à la Méditerranée.
La ligne à grande vitesse Paris - Lyon - Marseille, appelée aussi la LGV Sud-Est traverse la Saône au sud de Mâcon, et comporte un raccordement vers la ligne Mâcon - Bourg. L'autre gare de Mâcon, celle de Mâcon-Loché-TGV, est desservie par quelques TGV reliant Paris à Marseille et Paris à Genève.

#### Transport fluvial
À quelques kilomètres de Bâgé, la Saône, qui marque la frontière ouest du département de l'Ain, est navigable à grand gabarit européen depuis Verdun-sur-le-Doubs jusqu'à Lyon. Elle constitue un axe de transport fluvial important entre l'est et la Méditerranée. Mâcon possède un port fluvial. La Saône est aussi appréciée pour le tourisme fluvial.

#### Transport aérien
Aucun aménagement n'est prévu pour accueillir du transport aérien dans la commune. Toutefois, il existe un petit aéroport à Charnay, au sud-ouest de Mâcon, géré par la chambre de commerce et d'industrie de Saône-et-Loire.
S'il les Villobâgésiens désirent effectuer des vols vers l'international, ils doivent se rendre à l'aéroport de Lyon-Saint-Exupéry distant de 80 kilomètres ou bien à l'aéroport de Genève distant de 140 kilomètres.

#### Transports en commun

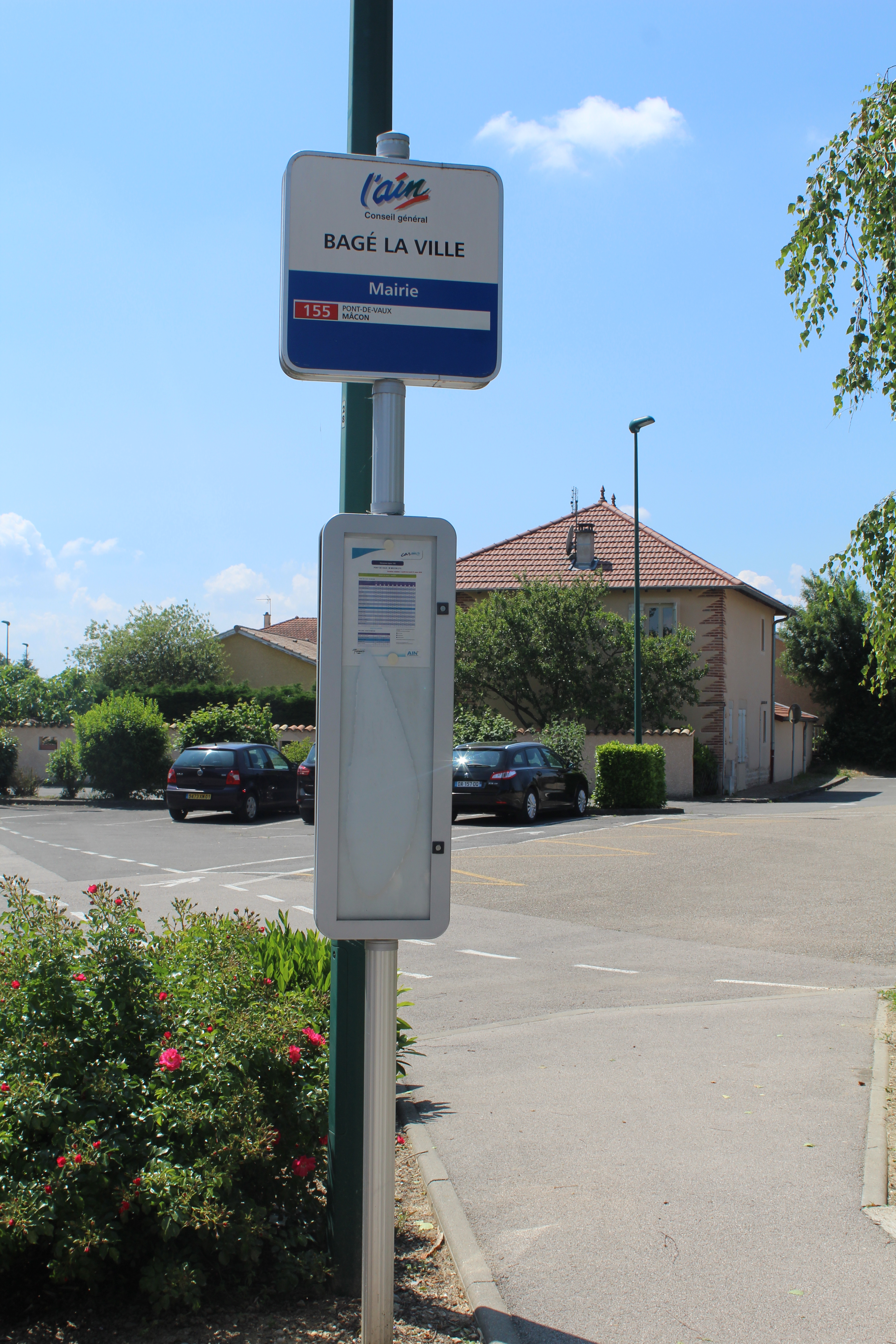
Arrêt Mairie.

La commune est reliée au réseau départemental des bus car.ain.fr. Un arrêt est installé au centre du village : l'arrêt Mairie près de l'école Jacques Prévert qui est intégré à la ligne 155 (Sens Pont-de-Vaux - Mâcon et sens Mâcon - Pont-de-Vaux).
Du lundi au vendredi (sauf les jours fériés), une navette de la ligne 115 circule entre Feillens et Mâcon et dessert la Mairie.

## Urbanisme

### Typologie
Au 1er janvier 2024, Bâgé-Dommartin est catégorisée commune rurale à habitat dispersé, selon la nouvelle grille communale de densité à 7 niveaux définie par l'Insee en 2022.
Elle appartient à l'unité urbaine de Bâgé-Dommartin, une agglomération intra-départementale dont elle est ville-centre,. Par ailleurs la commune fait partie de l'aire d'attraction de Mâcon, dont elle est une commune de la couronne,. Cette aire, qui regroupe 105 communes, est catégorisée dans les aires de 50 000 à moins de 200 000 habitants,.

## Toponymie
Le nom de Bâgé-Dommartin est issu de l'accolement du nom des deux communes formant la commune nouvelle, c'est-à-dire Bâgé-la-Ville et Dommartin.

### Bâgé-la-Ville

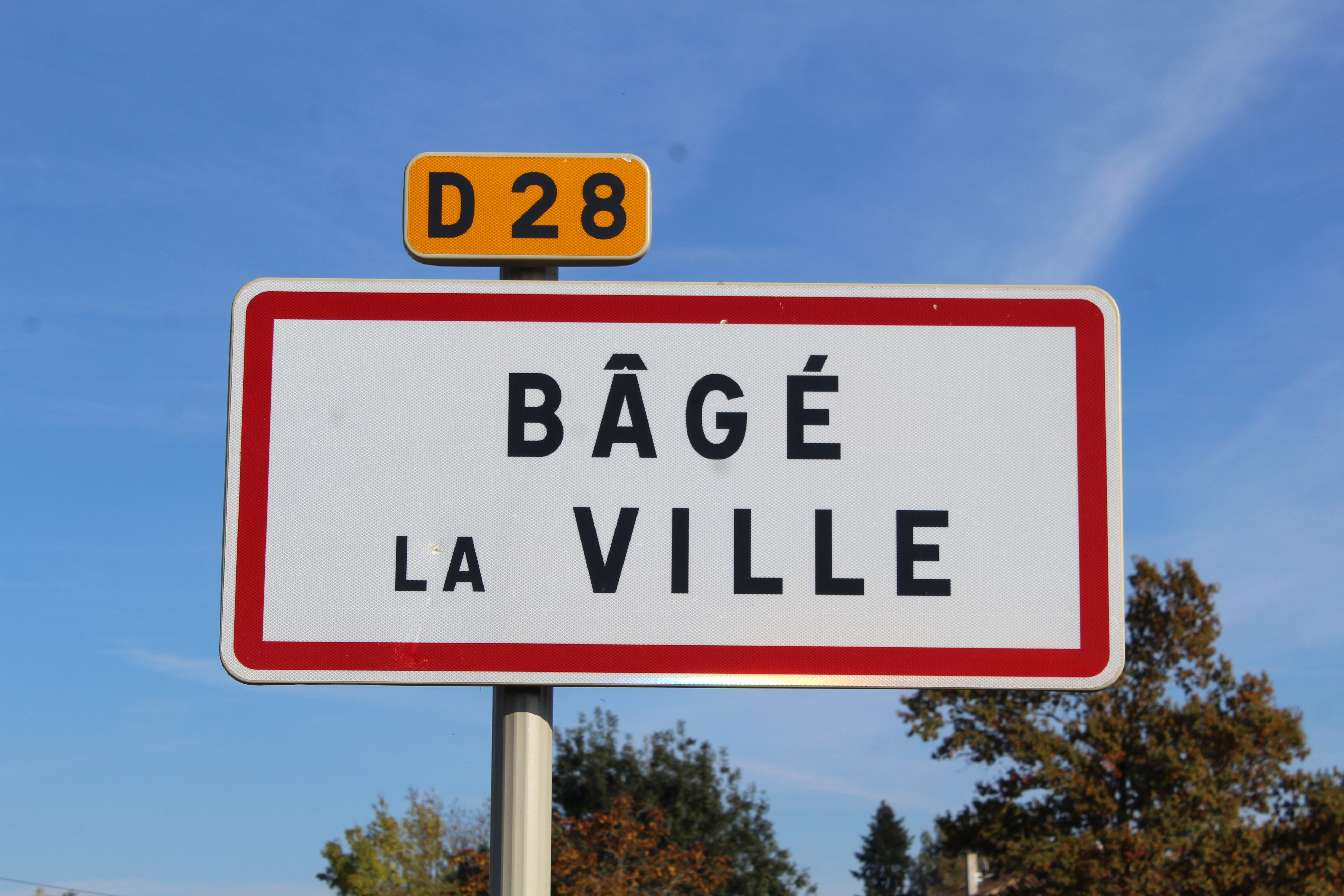
Panneau d'entrée du village.

Le nom de Bâgé-la-Ville proviendrait d'une villa gallo-romaine possédée par un dénommé Balgiasius[réf. souhaitée].
La première mention du village date de 1006 sous le nom de Balgiaco dans le recueil des chartes de Cluny. En 1245, on trouve dans les titres de Laumusse le nom de Baugiacus villa tandis que vers 1250, le pouillé du diocèse de Lyon mentionne Baugia la Vila.
D'après l'enquête Bouchu, le nom pour se référer au village vers 1667 est Baugé la Ville. Le nom actuel de Bâgé la Ville est cité pour la première fois en 1734 dans la description de Bourgogne. Durant la Révolution française, le village a pris temporairement le nom de Bâgé-de-l'Ain.

### Dommartin

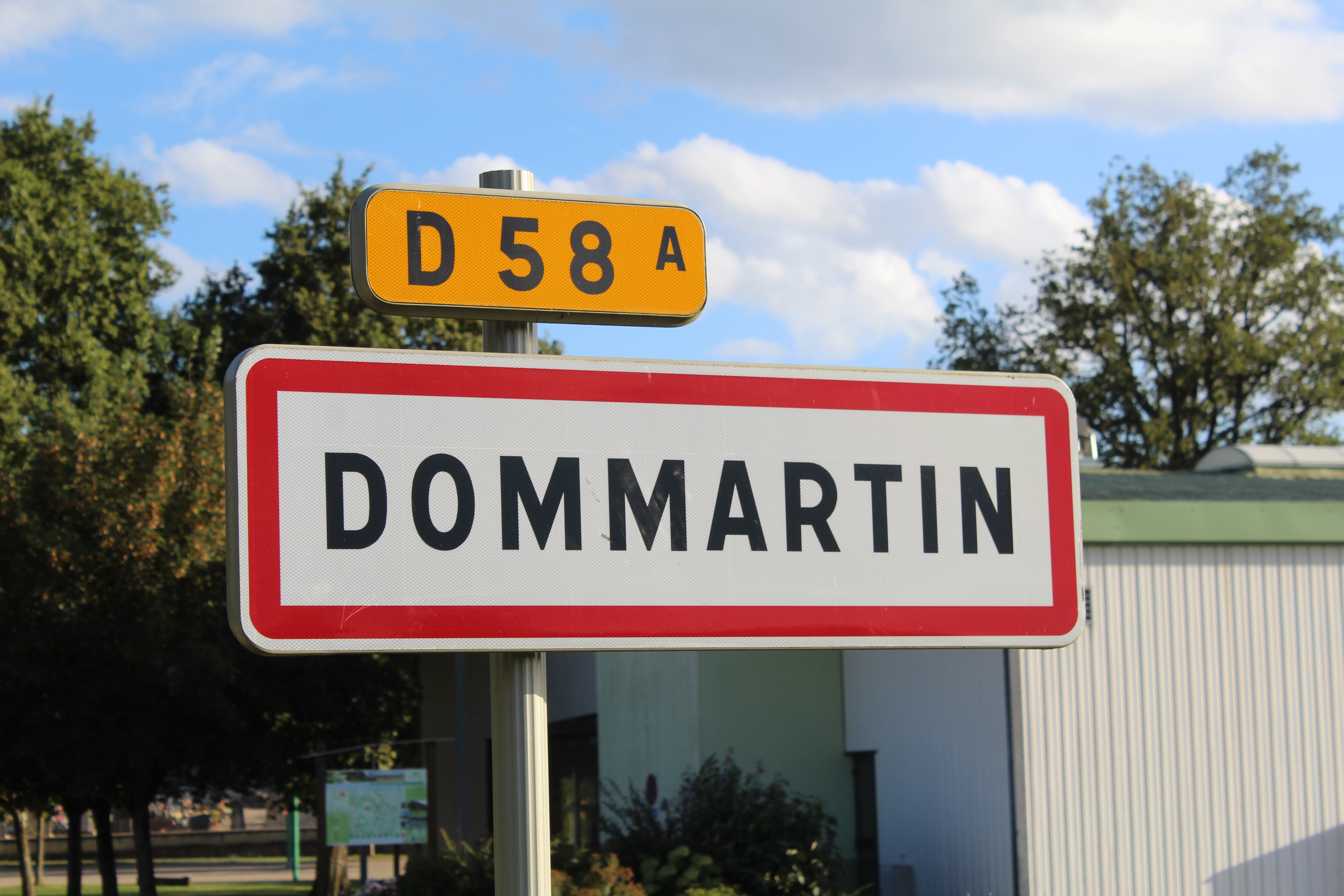
Panneau d'entrée du village.

Le toponyme vient du latin Domno Martin, où Domno, littéralement seigneur, maître désigne le saint qui est dans ce cas le saint Martin. Ce type de toponyme, qui fait d'un saint le maître et le protecteur d'un lieu et de ses habitants, est particulièrement fréquent au Haut Moyen Âge.
La première mention que l'on a de la commune date de 1100 et se trouve dans le recueil des chartes de Cluny où la commune est nommée Domno Martino. Le siècle d'après, en 1272, Domnus Martinus de Larona se trouve dans les titres de Laumusse tandis qu'est mentionné Donno-Martino en 1279. Les titres de Laumusse évoquent une nouvelle fois le village en 1284 sous le nom de Domnus Martinus de Larrenaco.
Vers 1365, on trouve un nom assez différent des autres puisque Sanctus Martinus Larenna est cité dans des sources. Toutefois, en 1401, on retrouve un nom proche des précédents puisque les archives de la Côte-d'Or mentionnent Dompnum Martinum. Un siècle et demi plus tard, en 1548, les pancartes des droits de cire évoquent Dompnus Martinus de Larena mais on retrouve Sanctus Martinus de Larenay en 1587 dans le pouillé de Lyon.
En 1650, le nom du village est Dommartin de Larrenay, le pouillé de Lyon mentionne Dommartin-de-Larnay en 1789. Au début du XXe siècle, la commune était nommée à la fois Dommartin et Dommartin-de-Larenay.

## Histoire
Au Moyen Âge, trois paroisses se sont formées sur le territoire des seigneurs de Bâgé : Bâgé-le-Châtel autour de son château, Saint-André où les sires avaient édifié leur église et Bâgé-la-Ville, la paroisse la plus importante par sa population.
Sur la commune de Bâgé-la-Ville se dressait une ancienne commanderie de l’ordre de Saint-Lazare de Jérusalem ; la commanderie d'Aigrefeuille, ainsi que la maison forte de Loeze citée à la fin du XIIe siècle. Sur Dommartin se trouvait l'ancienne seigneurie de Coberthoud, dans la mouvance des sires de Bâgé. Elle est nommée successivement en Corbertoud en 1272, Corbertout en 1283, Corbertoud en 1401 et Cobertout en 1439. Dans un texte, on apprend que dans la cour de cette maison forte se trouvait une mare près du Champ des veaux.
En 1601, après la fin de la guerre franco-savoyarde qui se termine par le Traité de Lyon, Bâgé-la-Ville et Dommartin appartiennent à la France avec l'acquisition de celle-ci de la Bresse, du Bugey, du Valromey et du pays de Gex. Elle est par la suite intégrée à la province bourguignonne.
Début 2017, lors de la cérémonie des vœux, le maire annonce qu'un projet de fusion avec la commune voisine de Dommartin est en cours. Le 27 juin 2017, une réunion d'information est organisée au boulodrome de Dommartin pour y présenter les grandes lignes du projet. Lors du conseil municipal de Bâgé-la-Ville du 28 septembre 2017, les conseillers municipaux des deux communes approuvent la création de la commune nouvelle. Le 1er décembre 2017, un arrêté du préfet de l'Ain officialise la création de la commune nouvelle à compter du 1er janvier 2018.

## Politique et administration

### Rattachements administratifs et électoraux
Durant l'Ancien Régime, Bâgé-la-Ville et Dommartin étaient des communautés du mandement de Bâgé et du bailliage, de l'élection et de la subdélégation de Bourg.
Lors de la création des départements par la Révolution française, elles étaient intégrées au département de l'Ain et au district de Pont-de-Vaux. En 1800, après la suppression des districts, elles intègrent l'arrondissement de Bourg-en-Bresse et restent dans le canton de Bâgé-le-Châtel.
Depuis au moins 1988, elles font partie de la quatrième circonscription de l'Ain pour l'élection des députés.
En mars 2015, à l'occasion des élections départementales, le décret du 13 février 2014 portant sur le redécoupage cantonal des cantons de l'Ain entre en vigueur. Ainsi, les deux anciennes communes ainsi que toutes celles du canton auquel Bâgé appartenait sont intégrées au nouveau canton de Replonges.

### Conseil municipal
| Nom                   | Code Insee | Intercommunalité   | Superficie (km2) | Population (dernière pop. légale) | Densité (hab./km2) |
| --------------------- | ---------- | ------------------ | ---------------- | --------------------------------- | ------------------ |
| Bâgé-la-Ville (siège) | 01025      | CC Bresse et Saône | 39,68            | 3 188 (2018)                      | 80                 |
| Dommartin             | 01144      | CC Bresse et Saône | 17,19            | 890 (2018)                        | 52                 |

### Maires
| Période                                  | Période  | Identité            | Étiquette | Qualité                                      |
| ---------------------------------------- | -------- | ------------------- | --------- | -------------------------------------------- |
| janvier 2018                             | mai 2020 | Dominique Repiquet  | DVD       | inspecteur général des services vétérinaires |
| mai 2020                                 | En cours | Christian Bernigaud | SE        |                                              |
| Les données manquantes sont à compléter. |          |                     |           |                                              |

### Intercommunalité
Jusqu'au 31 décembre 2016, Dommartin et Bâgé-la-Ville appartenaient à la communauté de communes du pays de Bâgé, intercommunalité créée le 1er janvier 1998 à la suite de la dissolution du SIVOM du canton de Bâgé créé en 1972. Ce jour de 1998 vit aussi la disparition de Saint-Laurent-sur-Saône qui rejoint alors la communauté d'agglomération du Mâconnais - Val-de-Saône. Dès le 1er janvier 2017, elles sont intégrées à la nouvelle communauté de communes du pays de Bâgé et de Pont-de-Vaux. Cette dernière regroupe les communes de l'ancienne intercommunalité à celles du canton de Pont-de-Vaux. La structure devient communauté de communes Bresse et Saône le 13 décembre de la même année.
Une autre structure regroupe l'intercommunalité à d'autres de la région. Le syndicat mixte Bresse Val de Saône, créé en 1995, regroupe 40 communes,. Son but est de négocier les procédures que proposent l'Union européenne, l'État ou la région Auvergne-Rhône-Alpes qui pourraient développer un territoire plus vaste que la simple communauté de communes.
Enfin, comme la totalité des communes du département de l'Ain, la commune appartient au syndicat intercommunal d'énergie et de e-communication de l'Ain, organisation fondée le 11 mars 1950. Le syndicat est compétent dans la gestion des réseaux d'électrification, de gaz, de l'éclairage public, de la communication électronique. En plus de ces compétences, la structure accompagne les communes pour qu'elles puissent maîtriser leur consommation d'énergie, gère un système d'information géographique et a mis en place dans le département, par l'intermédiaire de sa régie Réso-Liain, un réseau de fibre optique pour avoir accès à Internet à très haut débit.

### Jumelages
| \| Bad Waldsee Bâgé-Dommartin \| Localisation des communes jumelées. |
| Bad Waldsee Bâgé-Dommartin                                           |

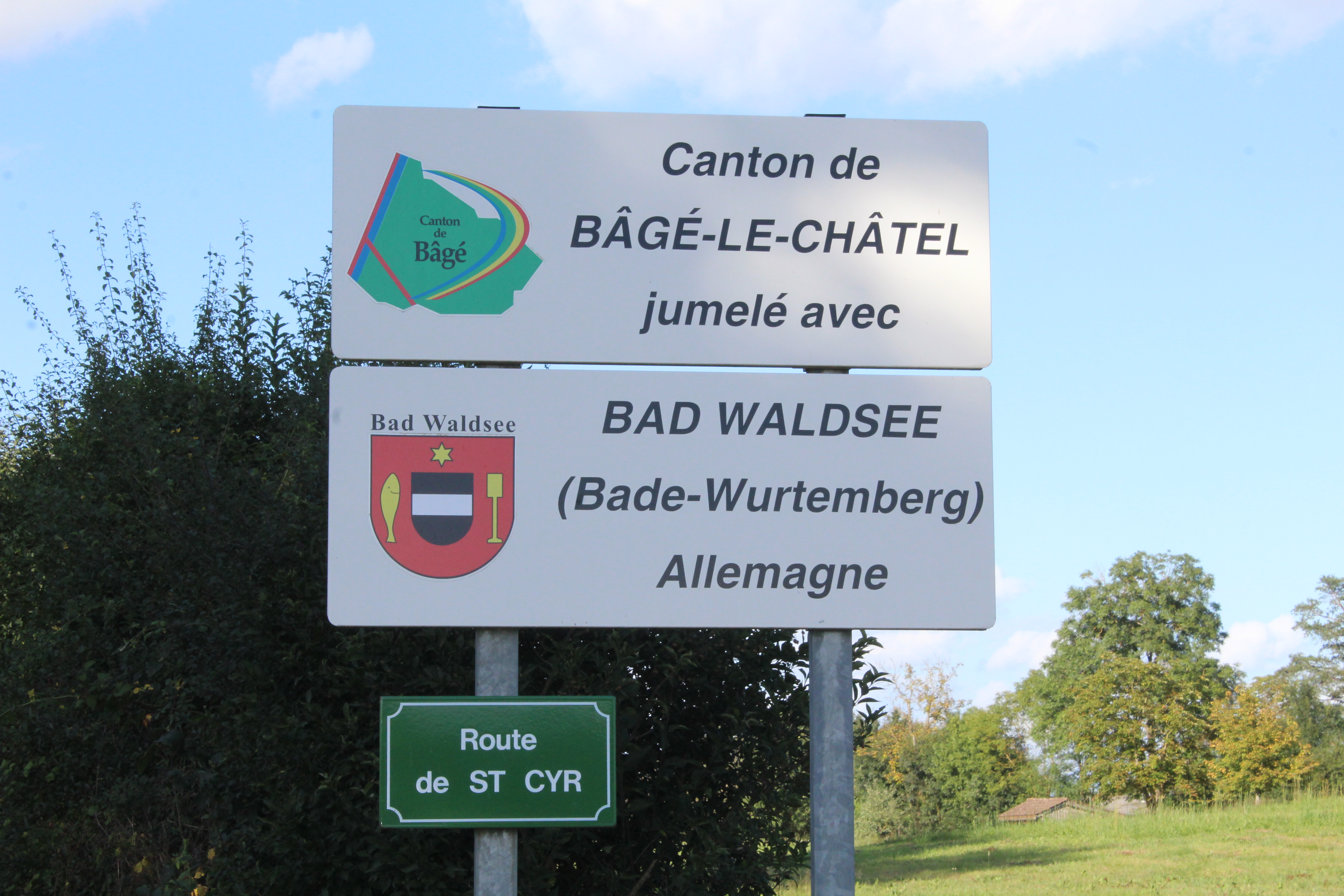
Panneau annonçant le jumelage.

La communauté de communes du pays de Bâgé dont la commune fait partie est jumelée avec la commune de Bad Waldsee localisée au sud de la Bavière en Allemagne depuis le 13 octobre 1991. Ce jumelage est né d'un échange franco-allemand débuté en 1977 grâce à Roger Poulnard, fondateur du lycée de la commune, et à MM. Subreville et Batho, professeurs d'allemand du collège. Ces derniers ont fait une demande de contact avec un établissement de l'Allemagne auprès du ministère de l'Éducation nationale qui leur ont répondu favorablement en leur proposant la Realschule de Bad Waldsee. Une dizaine de mois après avoir reçu cette réponse, Herr Schültz, professeur de français à la Realschule arrive en France avec 15 collégiens,. Ce n'est qu'une quinzaine d'années plus tard que l'échange scolaire devient un jumelage intercommunal. Depuis, un voyage est organisé chaque année et les élèves choisissant d'étudier l'allemand ont un correspondant.

## Population et société

### Démographie
L'évolution du nombre d'habitants est connue à travers les recensements de la population effectués dans la commune depuis sa création.
En 2022, la commune comptait 4 057 habitants, en évolution de −0,76 % par rapport à 2016 (Ain : +5,15 %, France hors Mayotte : +2,11 %).
| 2014  | 2019  | 2022  |
| ----- | ----- | ----- |
| 4 065 | 4 065 | 4 057 |

### Enseignement
La commune de Bâgé-la-Ville dispose de quatre établissements d'enseignement public. Il s'agit de l'école maternelle Jacques-Prévert, des écoles primaires Denave et Painlevé. Du côté de Dommartin, l'école primaire accueille les élèves de la commune répartis dans cinq classes.
Le dernier établissement scolaire est le collège Roger-Poulnard, du nom de son créateur, il accueille les élèves du pays de Bâgé même si certains élèves se dirigent au collège privé Saint-Charles de la commune voisine de Feillens.
Après la fin de leur scolarité au collège, les élèves de la commune peuvent intégrer le lycée René-Cassin à Mâcon qui est le lycée de secteur.

Écoles de la commune.
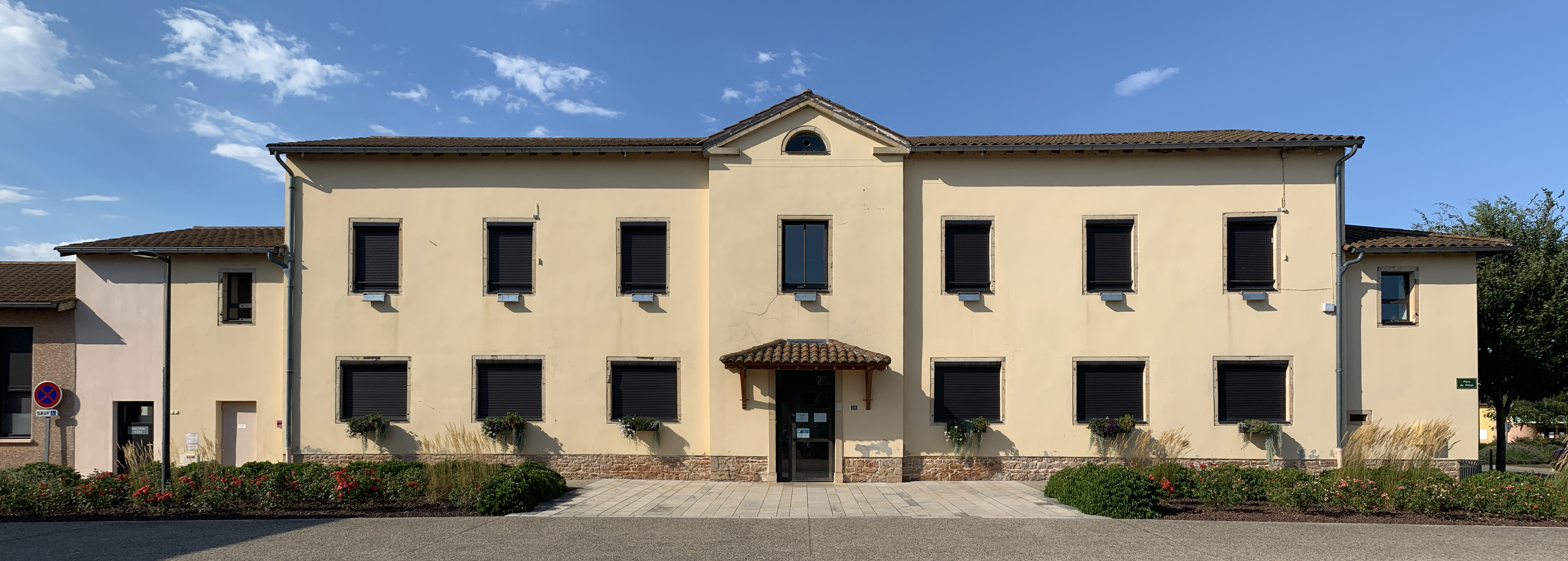
École Denave.
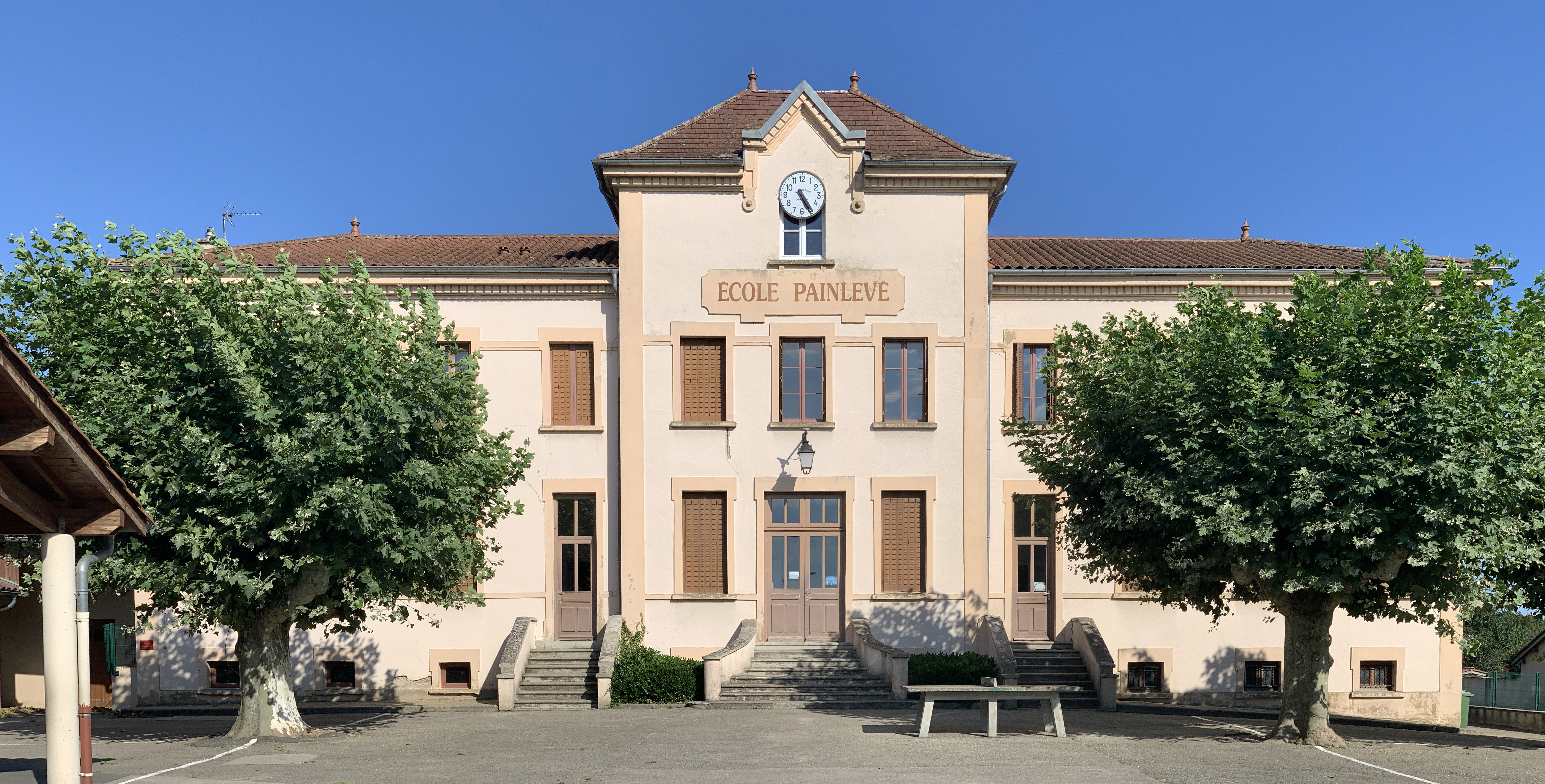
École Painlevé.
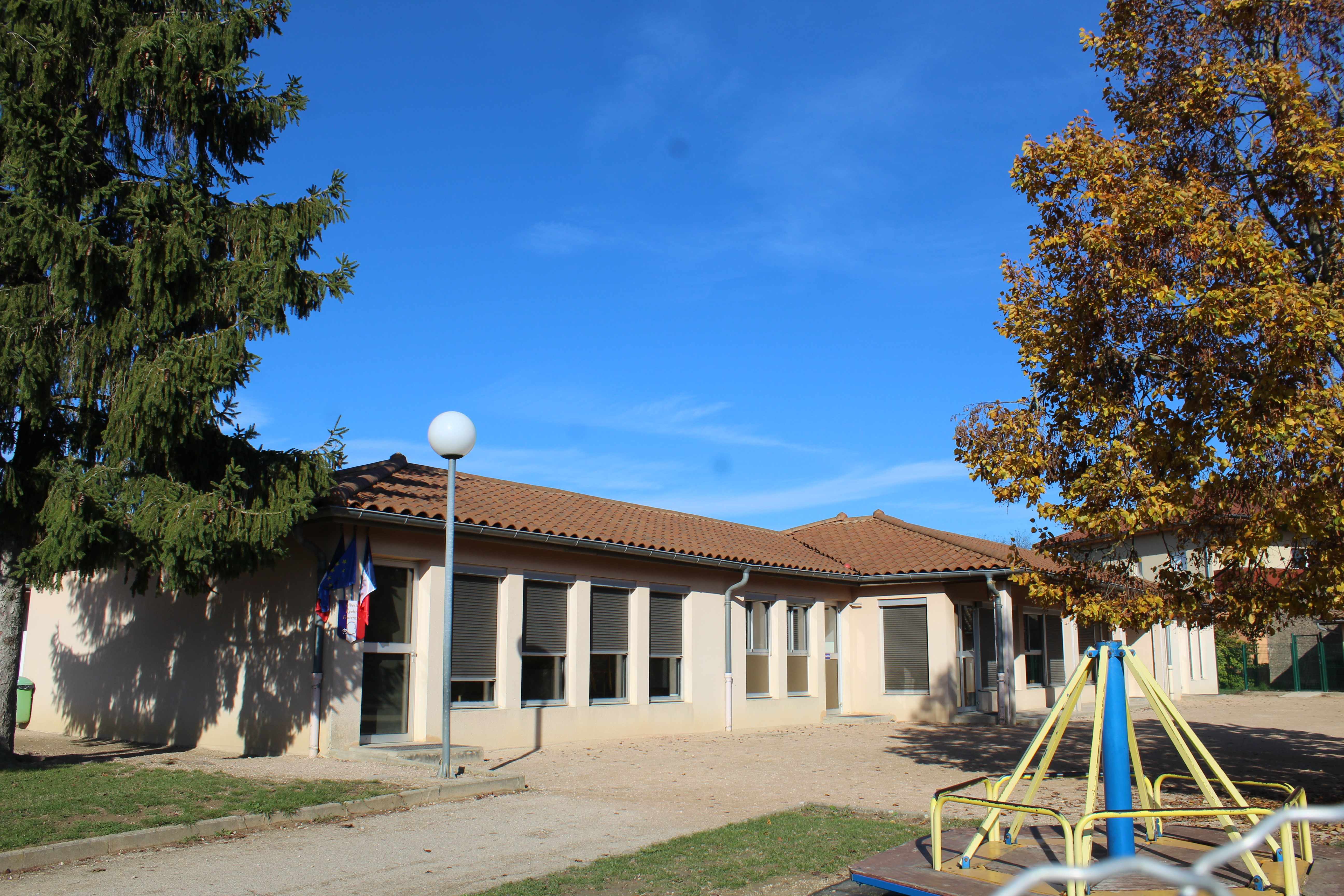
École Jacques-Prévert.

En plus de ces établissements scolaires, on trouve un pôle petite enfance, structure intercommunale accueillant les enfants de deux mois jusqu'à quatre ans.

### Manifestations culturelles et festivités

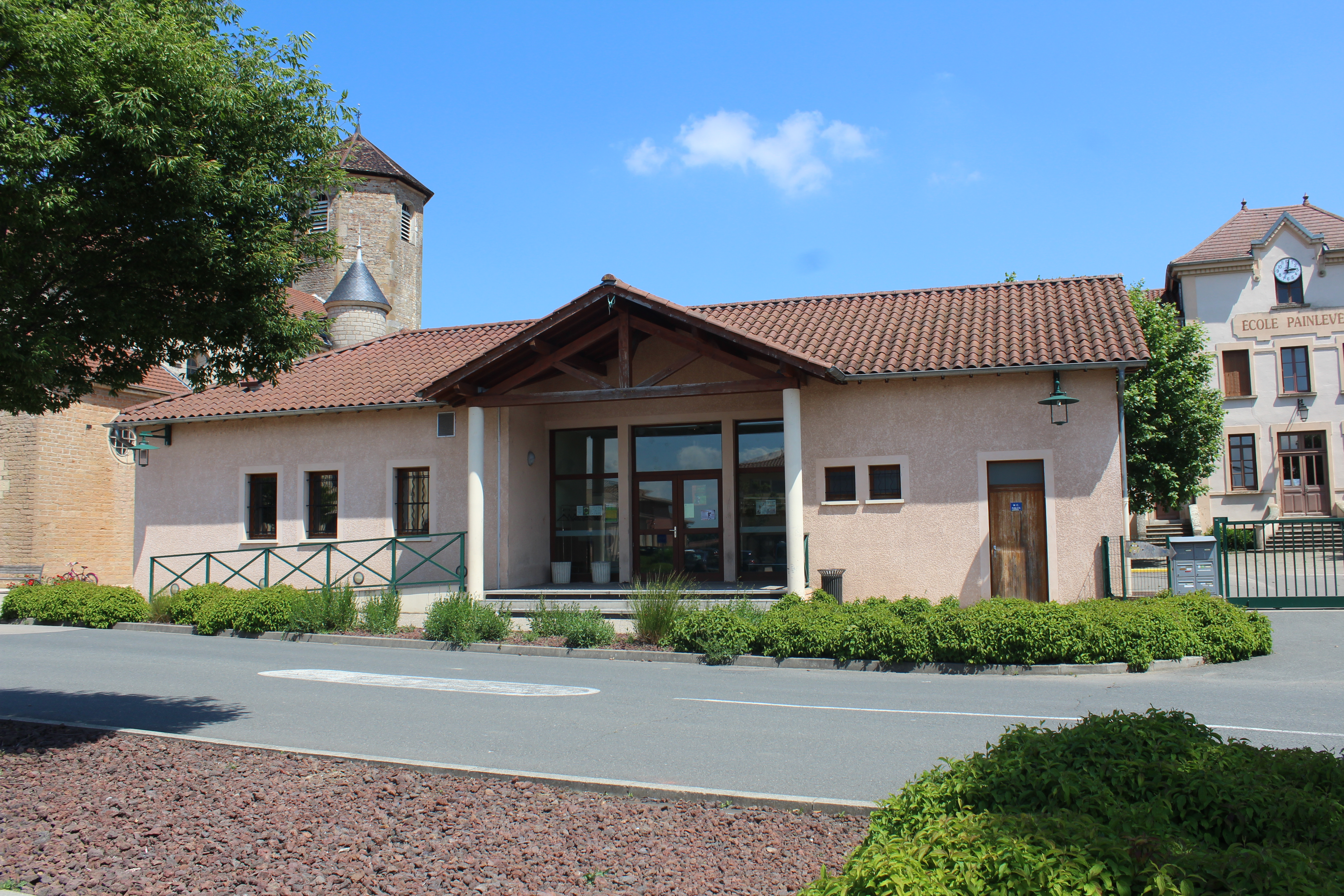
Salle des fêtes.

Chaque année, durant le troisième week-end de septembre, se déroule la fête patronale appelée communément vogue. Pour l'occasion des attractions foraines sont présentes sur la place du village. Dans la nuit, un feu d'artifice est tiré. À l'occasion de cette fête, la coutume veut que l'on fasse des tartes dites au quemo, sorte de tarte à la frangipane.
Tous les ans, à l'âge de 20 ans, il est proposé aux Villobâgésiens de participer à la fête des conscrits. Cette fête a pour but de rassembler tous les habitants nés une et plusieurs dizaines d'années auparavant. Chaque année correspond à une classe ; en 2015, les conscrits étaient de la classe en 5, donc nés une année finissant par 5. Pour célébrer cela, tous les 10 ans, il est proposé aux habitants dont l'âge finit par 0 de se joindre à un banquet. C'est aux conscrits de vingt ans de mettre en place les festivités et d'inviter leurs ainés.
Cette grande fête, qui commence en septembre pour les conscrits de vingt ans et les sous-conscrits de dix-neuf ans, est bien souvent l'occasion de moments de liesse et de grandes beuveries. Le lendemain du banquet, habituellement prévu en février, les conscrits préparent les célèbres matefaims des conscrits qui sont en fait des crêpes. Tous les Bâgésiens sont donc invités à venir les déguster à la salle des fêtes.

### Santé
Malgré l'importance de la population, il n'y a pas de médecin généraliste. Toutefois, il existe deux maisons de santé localisées à proximité, l'une à Bâgé-le-Châtel et l'autre à Feillens. Deux centres hospitaliers sont situés dans un rayon de vingt kilomètres du bourg, le plus proche étant celui de Mâcon et l'autre est celui de Fleyriat situé dans la commune de Viriat, limitrophe de Bourg-en-Bresse.

### Sports

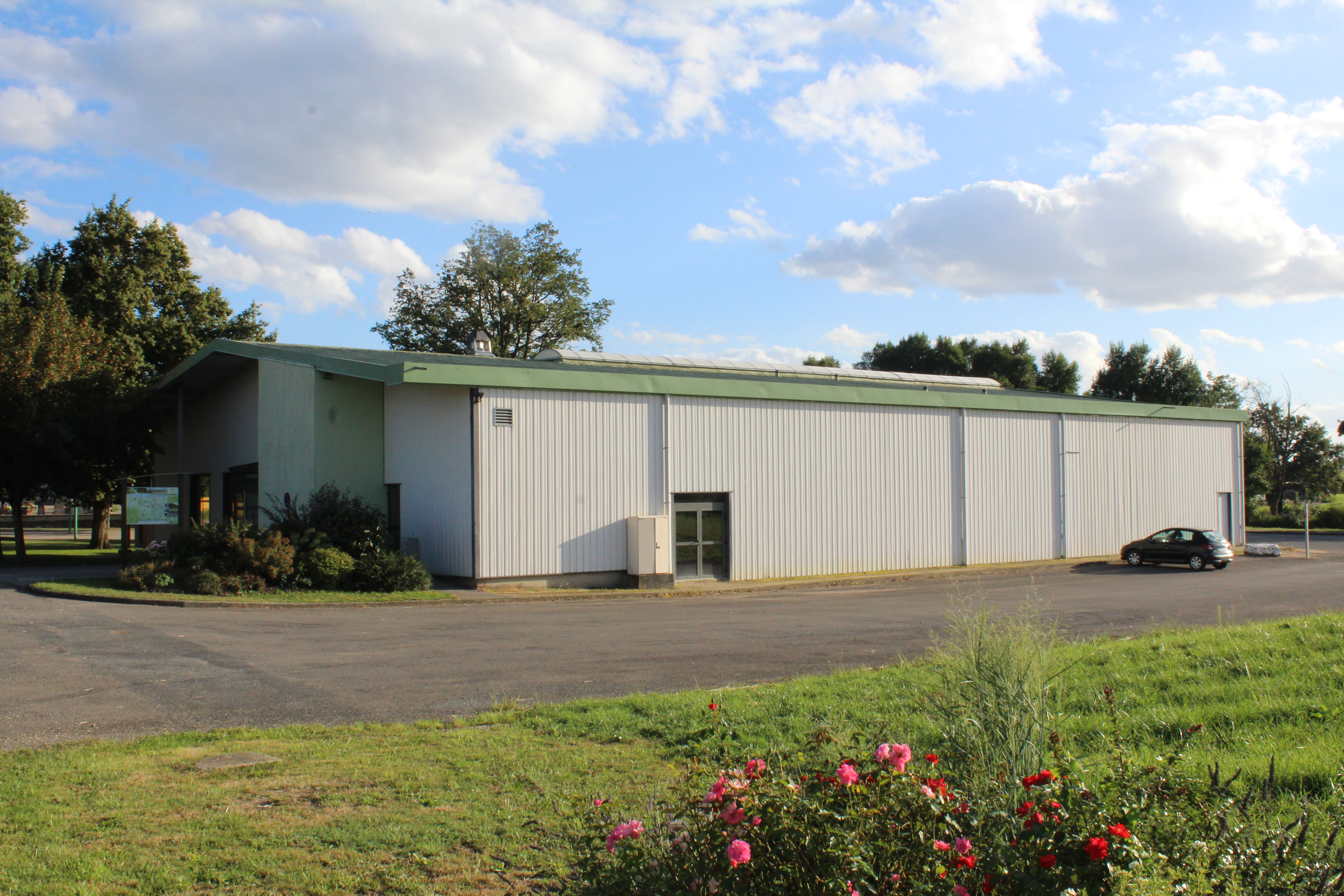
Boulodrome intercommunal.

L'animation sportive est très présente dans la commune avec notamment le gymnase Armand-Morel, du nom d'un ancien maire de la commune, est adjacent au collège Roger-Poulnard. À l'étage du gymnase, on trouve la salle des arts martiaux. Ce bâtiment accueille l'Aïkido Pays de Bâgé, le Karaté Club du Val de Saône, le Judo Club Bâgésien qui possède aussi une section fitness-zumba-musculation. Il ne faut pas oublier le Football Fauteuil du Pays de Bâgé créé en mai 2013 et évoluant en 3e division, Le club a remporté la Coupe de France en 2014 à Montrodat.
L'ASTBD (Association sportive des trois Bâgé Dommartin), plus souvent appelée AS Bâgé, est une association de football regroupant les villages de Bâgé-la-Ville, Bâgé-le-Châtel, Saint-André-de-Bâgé et Dommartin. Le club reçoit ses adversaires au terrain d'honneur de Bâgé-le-Châtel près de la commune. En face de ce terrain, Bâgé-la-Ville les Small Bikes bénéficient d'un skatepark.
Le Tennis Club des 3 Bâgé-Dommartin est aussi un club qui regroupe les quatre villages frontaliers mais est une association pour le tennis. Les courts se situent à Saint-André. L'Union bouliste Dommartin possède possède un boulodrome intercommunal.
D'autres associations permettent la pratique d'activités sportives dont l'Association Yoga Énergie Détente, les Ateliers de la Danse, la Gymnastique volontaire des 3 Bâgés, le Jujitsu Entente Sportive Bâgésienne et la Retraite Sportive du Val de Saône.

### Médias
Le Progrès est un journal régional diffusant dans les départements de l'Ain, du Jura, du Rhône, de la Loire et de la Haute-Loire. Chaque vendredi est publié le journal local hebdomadaire Voix de l'Ain. De plus, Le Journal de Saône-et-Loire, paru pour la première fois le 2 juillet 1826, est la version saône-et-loirienne du Progrès. Ce journal quotidien paraît dans les environs sous l'édition de Mâcon.
Dans le domaine télévisuel, la chaîne France 3 émet un décrochage local dans la commune par le biais de France 3 Rhône Alpes. Enfin, Radio Scoop est une radio musicale d'Auvergne-Rhône-Alpes qui possède une station à Bourg-en-Bresse diffusant dans l'Ain.
Deux fois par an, la municipalité publie le bulletin municipal où sont présentés les projets à venir, en cours ou réalisés ainsi que d'autres actualités communales. Elle possède un site internet pour transmettre les informations municipales.

## Économie

### Entreprises de l'agglomération
Trois zones destinées aux entreprises sont installées ou en cours d'installation dans la commune :
- la zone d'activités de Charlemagne au nord du bourg du village ;
- la zone d’activités commerciales de la Glaine au sud du bourg du village ;
- la zone d'activités du Buchet entre l'A40 et la D 079.

La commune dispose de nombreux artisans tels que des menuisiers, des plombiers ou des peintres. On dénombre aussi une soixantaine d'exploitations agricoles.

### Commerce
De nombreux commerces sont présents à Bâgé-Dommartin comme la boulangerie et le magasin Colruyt.

## Culture et patrimoine

### Lieux et monuments

#### Monuments civils

Bâtiments de la commune.
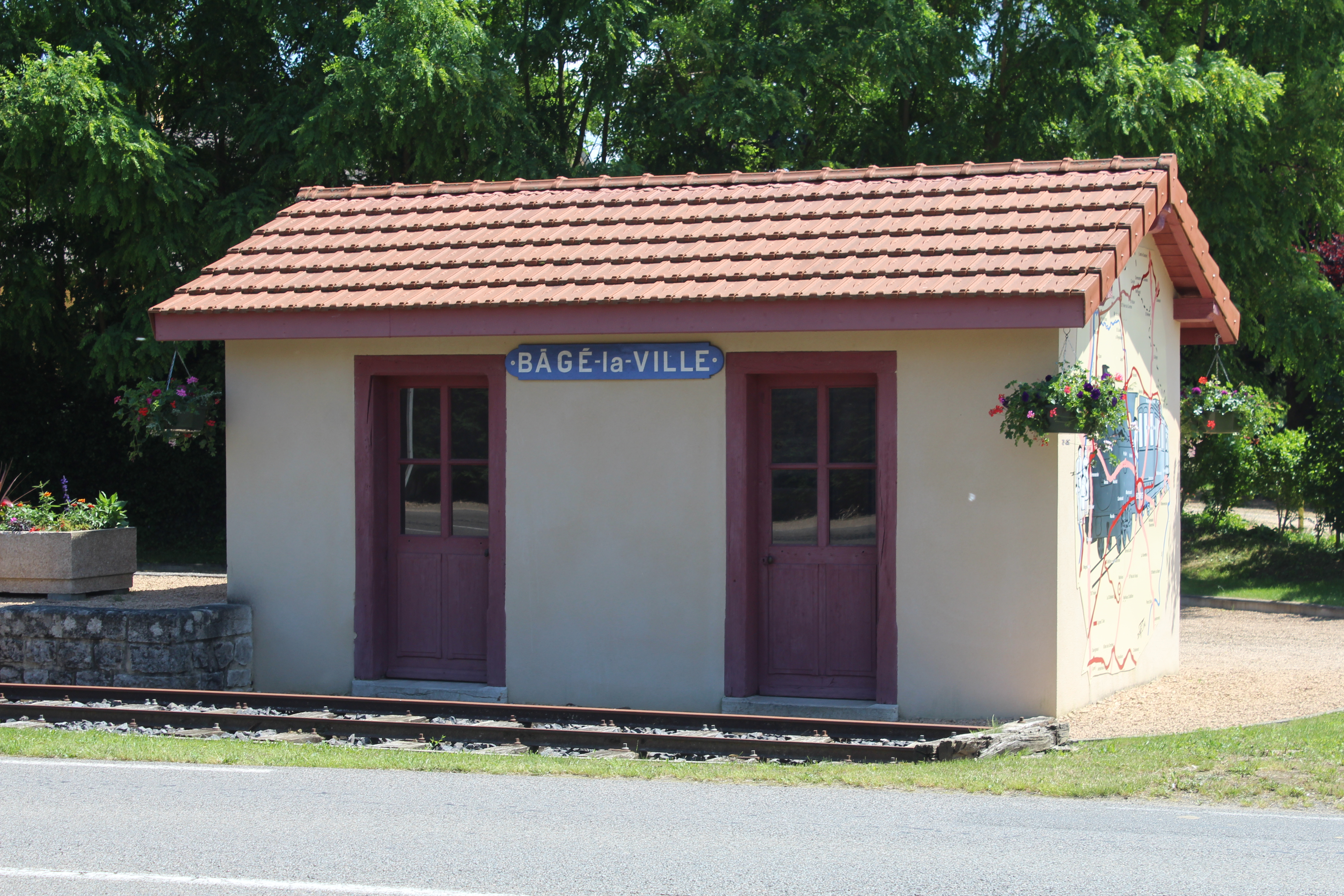
Bâtiment de l'ancienne gare.
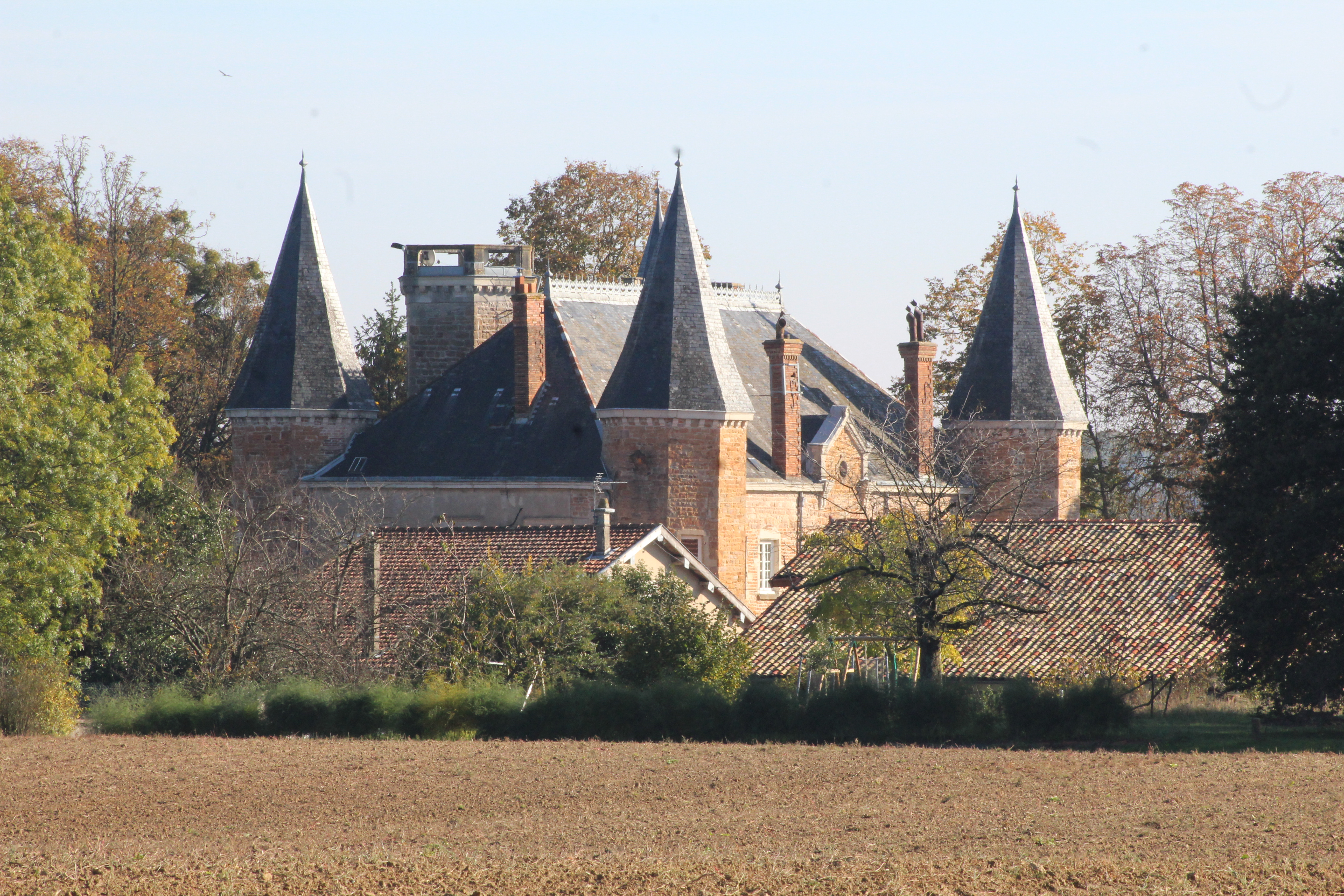
Château de la Griffonnière.
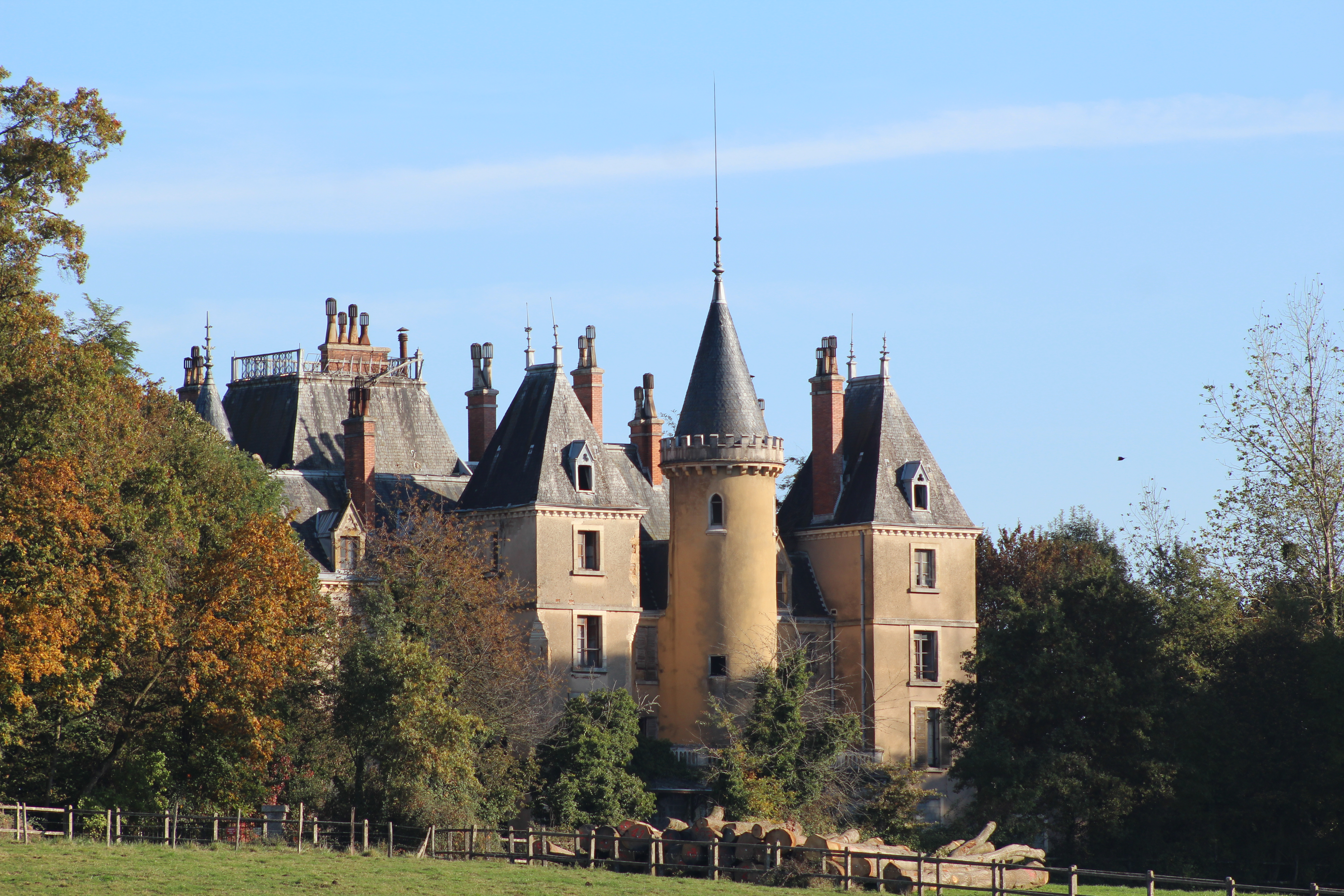
Château de Montépin.
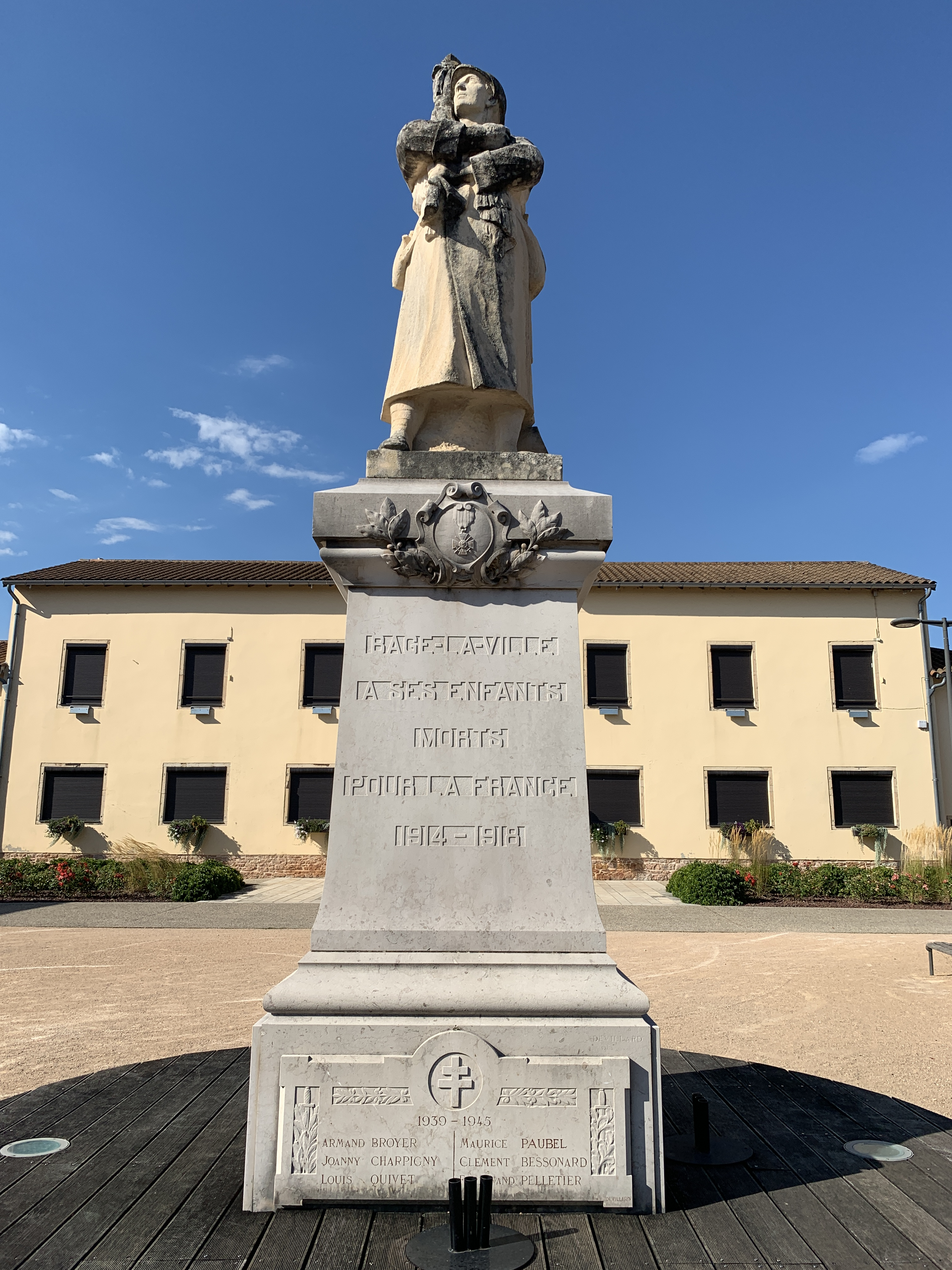
Monument aux morts.
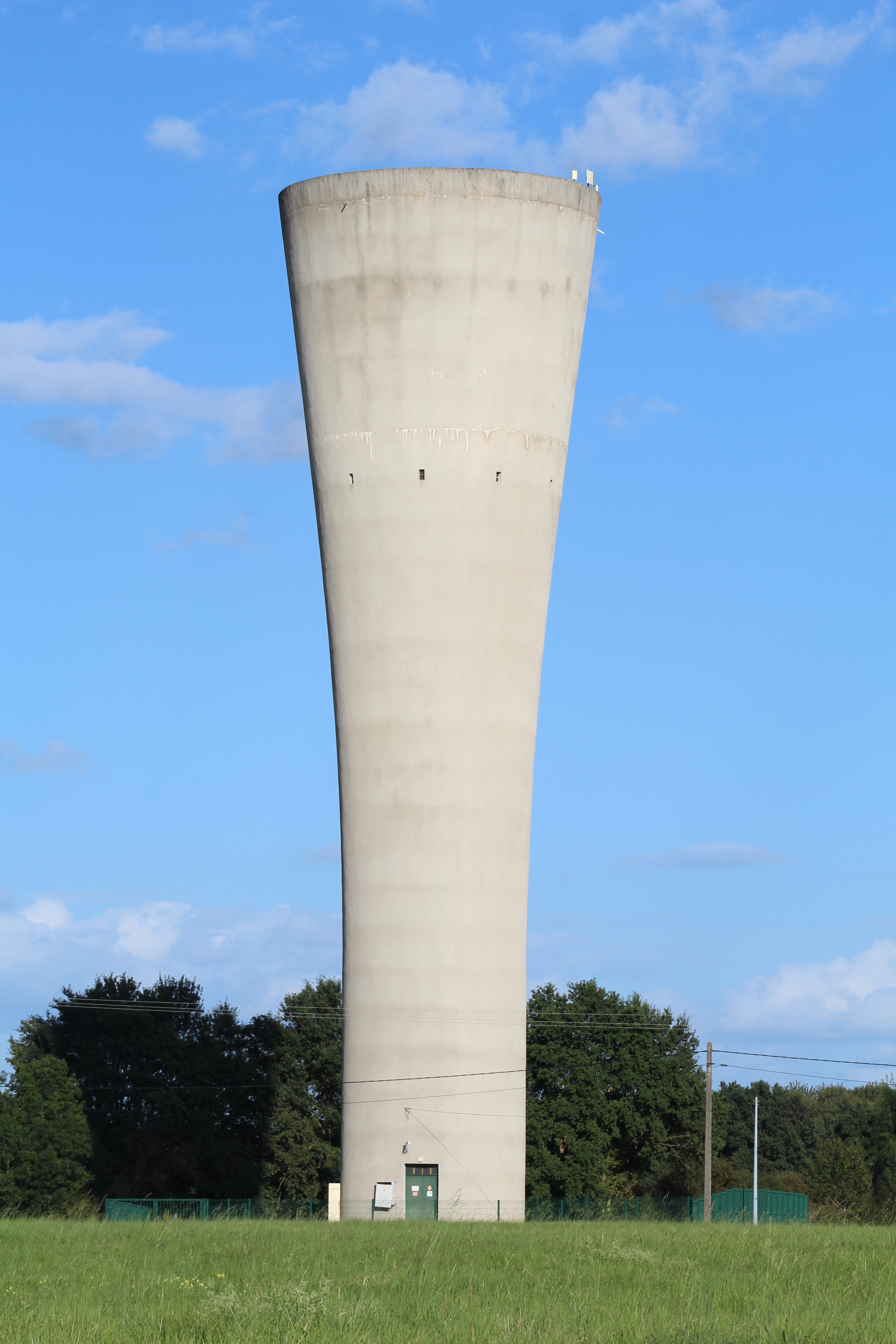
Château d'eau.

Trois châteaux sont installés dans le territoire communal. Parmi eux peut être cité le château de Raponnet construit au XVIIIe siècle. Ensuite, le château de la Griffonnière est un édifice du XVIe siècle et a été reconstruit en partie au XIXe siècle. Aujourd'hui, il a été aménagé pour accueillir des chambres d'hôtes. Toutefois, le château de Montépin n'a pas connu le même destin. Signalé pour la première fois en 1273, il fut restauré au XIXe siècle et une chapelle se trouve dans son parc. Même si l'extérieur est intact, le château est laissé à l'abandon depuis quelques années.
Aux abords de la route D 28 se trouve l'ancienne gare de Bâgé-la-Ville, qui témoigne de la présence des tramways de l'Ain durant le début du XXe siècle. Elle a été restaurée en 2011 par les Amis du site de Bâgé et comporte quelques éléments de la gare de Marsonnas, détruite la même année.
En face de l'église Saint-Michel, un monument en l'honneur des soldats de Bâgé-la-Ville tués au combat trône au centre de la place du village. Il existe ce même monument à Dommartin face à la mairie de la commune.
Près de La Dardaine, le château d'eau approvisionne en eau l'ensemble de la population villobâgésienne. La maison forte de La Pérouse date du XVIe siècle, elle est construite en pans de bois.

#### Monuments religieux

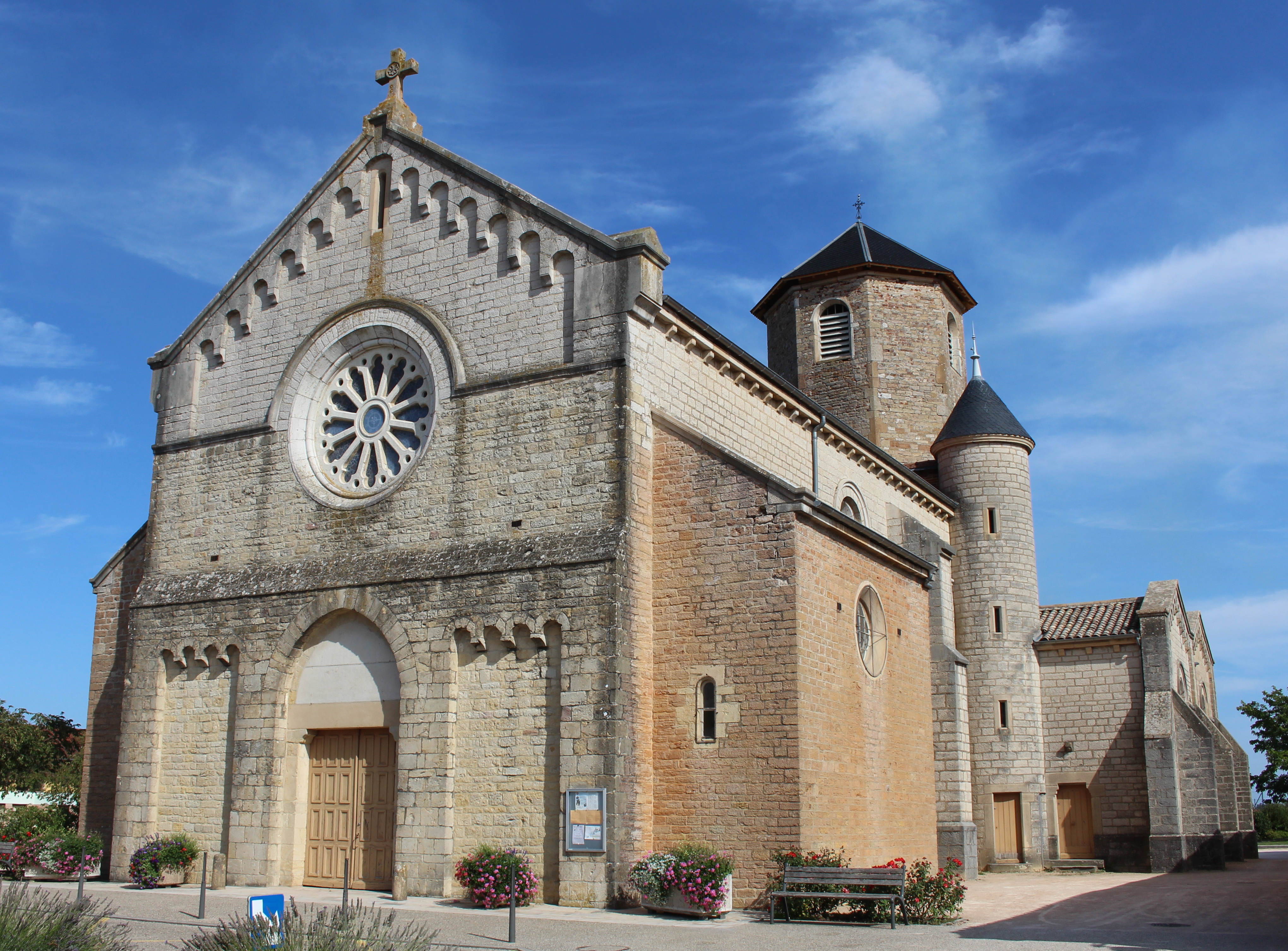
Église Saint-Michel.

- La chapelle d'Épaisse fait l’objet d’une inscription au titre des monuments historiques depuis 1982[49], elle est le seul monument de Bâgé-la-Ville bénéficiant de ce titre. Mentionnée aussi sous le nom de chapelle Saint-Jean-Baptiste, l'édifice a aussi servi de grange voire d'écurie[50] mais aujourd'hui, elle tombe en ruine.

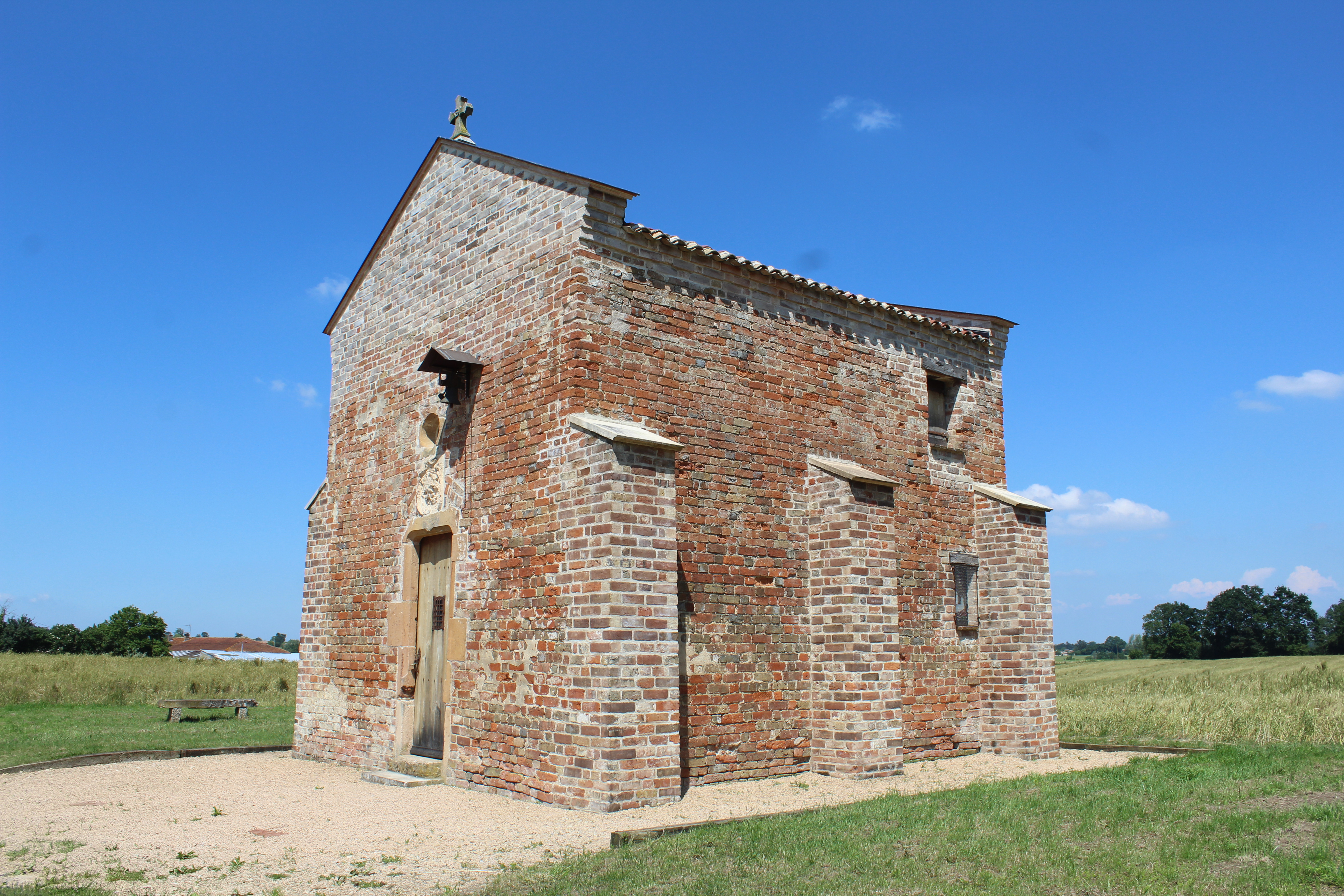
Chapelle d'Aigrefeuille.

- Au contraire, la chapelle d'Aigrefeuille, lieu de pèlerinage bâti au XIIe siècle par l'ordre Saint Lazare de Jérusalem, a été rénovée par les Amis du site, Bâgé Culture et Loisirs en 2008[51]. Elle était un lieu de pèlerinage voué à la guérison des enfants malingres[52].
- Le troisième lieu religieux est l'église Saint-Michel qui trône au centre du village. On estime qu'elle fut construite entre la fin du XIe siècle et le début du XIIe siècle[53]. Un second édifice est voué au culte catholique existe. Il s'agit de l'église Saint-Blaise qui fut construite en 1872. On trouve une Vierge à l’Enfant de l’école bourguignonne du XVe siècle dans une niche, au-dessus du portail.
- Église Saint-Blaise de Dommartin.
- Chapelle du château de Montépin.

### Espaces verts et fleurissement
En 2019, la commune déléguée de Dommartin obtient le niveau « une fleur » au concours des villes et villages fleuris.

### Gastronomie
Les spécificités culinaires de la commune sont les mêmes que dans le reste de la Bresse, comme la poule de Bresse, les gaufres bressanes, les gaudes ou la galette bressane.
La commune se situe dans l'aire géographique de l'AOC Crème et beurre de Bresse et de l'AOC Volailles de Bresse. Elle a aussi l'autorisation de produire le vin IGP Coteaux de l'Ain (sous les trois couleurs, rouge, blanc et rosé).

### Personnalités liées à la commune
- Louis Duret (1527-1586) : médecin des rois Charles IX et Henri III, y est né.
- Gabriel Marie de Riccé (1758-1832), maréchal de camp des armées de la République, préfet, député, y est né.
- Xavier de Montépin (1823-1802) : romancier qui fit plusieurs séjours dans le château de son oncle Jean-Baptiste de Montépin, maire de la commune[58].
- Emmanuel Deglans de Cessiat (1827-1866), neveu du poète et homme politique Alphonse de Lamartine, qui repose à Bâgé-la-Ville (à gauche de l'entrée du cimetière)[59].
- Joseph Billioud (1888-1963).

### Héraldique
| Armes de Bâgé-Dommartin | Les armes de Bâgé-Dommartin se blasonnent ainsi : Écartelé au premier de gueules, au lion contourné d'hermines, au deuxième d'argent à trois fasces de sable et une croix de Malte de sinople brochant sur le tout, au troisième contre-écartelé d'argent et de gueules, et au quatrième d'azur au besant d'or. |